# География на Египет
Египет е държава в Близкия Изток, заемаща североизточната част на Африка и Синайския полуостров на Западна Азия. Разположението на страната в субтропичните и тропичните ширини и незначителните количества валежи са обусловили сухия климат и преобладаването на пустинни и полупустинни ландшафти. Основната стопанска дейност е съсредоточена по долината на река Нил (около 3% от територията на страната), в изолираните оазиси и в отделни приморски райони.

## Географско положение, граници, големина
Страната е разположена на важни международни морски и въздушни пътища, свърващи страните в Европа и Америка с Азия и Източна Африка. На територията на Египет се намира и Суецкият канал – най-краткият морски път от Атлантическия океан в Индийския. На запад Египет граничи с Либия (дължина на границата – 1150 km), на юг – със Судан (1273 km), а на североизток – с Израел (255 km) и Ивицата Газа (11 km). Общата дължина на сухоземните граници е 2689 km. От север на юг се простира на 1050 km, а от запад на изток – 1080 km. В тези си граници заема площ от 1 001 449 km², от които около 96% се заемат от пустинни райони. Населението към 1.1.2020 г. възлиза на 100 075 480 души. Столица е град Кайро.
Територията на Египет се простира между 22°01′ и 31°40′ с.ш. и между 24°42′ и 35°48′ и.д. Крайните точки на страната са следните:
- крайна северна точка – (31°40′15″ с. ш. 25°08′18″ и. д. / 31.670833° с. ш. 25.138333° и. д.), на 12 km северно от град Ел Салум, на границата с Либия, в непосредствена близост до брега на Средиземно море.
- крайна южна точка – 22°01′ с.ш., граница със Судан.
- крайна западна точка – (30°09′21″ с. ш. 24°41′48″ и. д. / 30.155833° с. ш. 24.696667° и. д.), граница с Либия.
- крайна източна точка – договорна граница (22°03′12″ с. ш. 36°53′40″ и. д. / 22.053333° с. ш. 36.894444° и. д.), на брега на Червено море, в близост до договорната граница със Судан; фактическа граница (23°54′25″ с. ш. 35°47′37″ и. д. / 23.906944° с. ш. 35.793611° и. д.), нос Банас, на брега на Червено море, при град Шалатейн.[2]

## Брегове
Общата дължина на бреговата ивица на Египет възлиза на 2936 km. На север бреговете на страната се мият от водите на Средиземно море (дължина на бреговата линия – 995 km), а на изток – от водите на Червено море (дължина – 1941 km). Бреговете на Средиземно море на запад от делтата на Нил са ниски, каменисти, на места стръмни, на изток – много ниски, акумулативни, с пясъчни коси, а в делтата – ниски, лагунни. Бреговете на Червено море са представени предимно от тесни пясъчни плажове, които са ограничени от високи и стръмни планини. Почти цялото крайбрежие на Червено море е обградено от широка ивица от коралови рифове.
Морски периметър:
- гранична зона: 24 km
- шелф: 200 m дълбочина или до дълбочина на експлоатацията
- недостъпна икономическа зона: 200 km
- териториални води: 12 km

## Релеф
Голяма част от страната представлява плато с надморска височина от 300 до 1000 m. Платото на Либийската пустиня заема около 2/3 от територията на Египет, а на изток, между долината на Нил и Червено море са разположени платата на Арабската пустиня и Нубийската пустиня. В североизточната част на Либийската пустиня преобладават каменистите и чакълестите повърхности (хамади и серири) с дълги до 650 km ивици от пясъчни възвишения. На запад лежи обширно „пясъчно море“ с бархани с височина до 300 m. В югозападната част на страната (в пределите на Либийската пустиня) се издига платото Гилф ел Кебир с височина до 1082 m. Между стръмните и каменисти склонове на платата на Либийската и Арабската пустини е врязана меридионалната долина на река Нил. Нейната дължина в пределите на Египет е около 1200 km, ширината ѝ е от 1 – 3 km на юг до 20 – 25 km на север. Платото на Арабската пустиня постепенно се повишава на изток до 2187 m, след което стръмно се спуска към Червено море и Суецкия залив. На югоизток платото на Нубийската пустиня се издига до 1977 m. На североизток в пределите на страната е разположен пустинният Синайски полуостров, като тук се издига най-високата точка на страната (връх Катерин, 2637 m). По-големите низини и равнини са привързани към приморските райони и малки участъци по долината на Нил. Те са разположени предимно в северозападните части на страната, където се намират и понижения, лежащи под морското равнище – падините Катара (-133 m) и Ел Файюм (-45 m), оазиса Сива (-17 m) и др.

## Геоложки строеж, полезни изкопаеми
Територията на Египет се намира в пределите на североизточната част на Африканската платформа, а големи участъци на югоизток се заемат от склоновете на Нубийско-Арабския щит на тази платформа. В пределите на щита се обособяват: Издигнатите Източни пустини, Нилската синеклиза и Нубийската антеклиза. Северозападната част на щита се заема от Либийско-Синайската зона от периферни понижения, включваща Либийско-Египетската синеклиза и гънките на Сирийската дъга. Сред разривните нарушения се обособяват множество разломи с различни направления: северозапад-югоизток, югозапад-североизток, широчинни (по паралела – запад-изток) и меридионални (север-юг). Разломите, ограничаващи грабените на Червено море, Суецкия и Арабския заливи, принадлежат към системата на Източно-Африканските разломи. Платформеният фундамент е представен от гнайси, кристалинни шисти, вулканични лави и гранити с докамбрийска възраст, конгломерати и грауваки, пронизани от гранити с абсолютна възраст 430 – 460 млн. години. Скалите на фундамента, потъвайки на северозапад, покриват седиментите на чехъла. На юг са разпространени формации от нубийски пясъчници с юрска възраст, морски глини с прослойки от варовици от маастрихта и долния еоцен и варовици от долния и среден еоцен. На север са разпространени варовици, пясъчници и глини от горния палеозой и долната креда, варовици от долната и средна креда и еоцена. Всички те са несъгласувано препокрити от олигоцен-миоценски морски пясъчници, глини, варовици и гипс. Континентални пясъци, конгломерати и глини от плиоцена и антропогена запълват долината на Нил и депресиите в северозападната част на страната.
В докамбрийските скали на щита са разкрити находища на желязо, цинк, олово, калай, молибден, хром, никел, берилий, тантал, ниобий, злато, талк. С наслагите на платформения чехъл са свързани находищата на фосфорити в Тартур, Махамид, Кусейр, Сафага и др. с общи запаси около 2,5 млрд. т, железни руди (Асуан, Бахария, 371 млн. т), каменни въглища (Магара, 51,8 млн.т), манганови руди (Шарм еш Шейх, Ум Бугма и др.), а също находища на гипс, каменна соли и строителни материали. С антиклиналните гънки в зоната на периферните понижения и блоковите структури на грабена на Суецкия залив са свързани находищата на нефт и газ.

## Климат
Климатът на Египет е предимно пустинен, с резки денонощни колебания на температурата. Средната температура на най-студения месец (януари) е от 11 – 12 °С на север до 15 – 16 °С на юг, а на най-топлия месец (юли) – от 25 – 26 °С на север до 30 – 34°С на юг. Годишната сума на средните денонощни температури съставлява 7000 – 9000 °С, която обезпечава при наличието на влага получаването през годината на няколко реколти от селскостопанските култури, включващи най-топлолюбивите. За съжаление, в голяма част от територията на страната годишната сума на валежите е под 100 mm, поради което земеделието е невъзможно без изкуствено напояване. Само в отделни райони, по брега на Средиземно море, количеството на валежите нараства до 200 – 400 mm годишно, и, които падат предимно през зимните месеци. През пролетта е характерен силният, сух и горещ южен югозападен вятър хамсин, духащ от Сахара около 50 дни в годината.

## Води
Единствената постоянна река и основен източник на вода в Египет е река Нил, вливаща се в Средиземно море. Дългият над 200 km ляв ръкав Юсуф се влива в езерото Карун. При вливането си в Средиземно море Нил образува голяма делта с площ около 24 000 km², с многочислени ръкави и езера, които се съединяват с морето. След построяването на голямата Асуанска преградна стена на реката, в южната част на страната се образува огромния язовир „Насър“ с обем от 164 km³ (164 млрд. m³). Пълноводието на Нил е в края на лятото и началото на есента, но въпреки това по течението на огромната река в Судан и Египет са изградени множество по-малки преградни стени, които регулират постоянния отток на реката. Египет е страна богата на подземни води, част от които са в оазисите Харга, Дахла, Фарафра, Бахария, Сива и др., и, които се използват за напояване.

## Почви, растителност
Почвите и растителността на страната вследствие на крайната сухота на климата са развити много слабо. Много райони, с изключение на долината на Нил, неговата делта и оазисите, които са заети от културна растителност, са лишени от растителност. Срещат се слаборазвити скелетни почви и солончаци. Най-голяма ценност представляват почвите по долината и в делтата на Нил, сформирани от древен и съвременен алувий. Те частично са обогатяват с хранителни вещества по време на пълноводието на реката, но във връзка с прехода на земеделието от басейнова система на напояване към постоянна такава те все повече се нуждаят от изкуствени торове. В полупустините и пустините се срещат отделни видове пустинни треви и ксерофитни храсти. По данни от 1993 напояваната земеделска земя е 32 460 km², което представлява малко повече от 3% от територията на страната.

## Животински свят
Животинският свят в Египет е най-богат в делтата на Нил, където се срещат множество птици, живеещи постоянно или мигриращи за зимуване от Европа (щъркел, чапла, пеликан, фламинго, дива патица и др.). Във водите на Нил обитават нилски костур, тигрова риба, сом и др. В пустините и полупустините се срещат многочислени влечуги (змии, гущери), насекоми и отделни видове бозайници (чакал, хиена и др.). В резервата на Уади Ришраш (на югоизток от Кайро) изкуствено се отглежда нубийски козирог.

## Природни райони
В зависимост от географската ширина, релефа, геоложкия строеж, климата, водите, почвите и растителността територията на Египет се поделя на 6 природни района:
- Долината на Нил – от хилядолетия се извършва изкуствено напояване и почти повсеместно е заета от културни ландшафти;
- Делтата на Нил – район, създаден на основата на иригацията и културния ландшафт, съчетаващи се с езера и отделни заблатени участъци;
- Либийската пустиня – най-обширния район на страната, зает от пустинни ландшафти, разнообразието на които зависи от формите на релефа и образуването на подвижни пясъци;
- Арабската пустиня и северната част на Нубийската пустиня – тук господстват каменистите и чакълестите формации, изграждащи разчленени плата и възвишения;
- Средиземноморско крайбрежие – низинна равнина с отделни елементи на средиземноморска природа и в значителна степен с окултурен ландшафт;
- Синайски полуостров – на изток и запад е ограничен от стръмни откоси, спускащи се към Суецкия залив и залива Акаба, с полупустинен ландшафт, с временни реки (уади) и растяща по бреговете им оскъдна растителност.

## Околна среда

### Текущи въпроси
Обработваема земя се губи заради урбанизацията и бива навявана от пясъчните ветрове; нарастващото осоляване на почвата около Асуанския язовир; засушаването на обработваеми почви и превръщането им в пустиня; нефтеното замърсяване заплашва кораловите рифове, плажовете и водната флора и фауна; други: замърсяване на водата от селскостопански пестициди, необработени канални води и промишлени отпадъчни води; много ограничени естествени източници на питейна вода далеч от Нил, който е единственият непресъхващ водоизточник; бързото нарастване на населението изчерпва естествените ресурси.

### Международни споразумения
Египет е страна по „Биоразнообразие“, Рамкова Конвенция на ОН по Изменение на Климата, Desertification, Endangered Species, Environmental Modification, Hazardous Wastes, Law of the Sea, Marine Dumping, Nuclear Test Ban, Ozone Layer Protection, Ship Pollution, Tropical Timber 83, Tropical Timber 94, Wetlands, Whaling.
Подписан, но нератифициран е Протоколът от Киото.